# Campeonato Mundial de Atletismo Sub-20 de 2018 - 800 m feminino
A prova dos 800 metros feminino do Campeonato Mundial de Atletismo Sub-20 de 2018 ocorreu entre os dias 10 e 12 de julho no Estádio de Tampere  em Tampere, na Finlândia.

## Recordes
Antes desta competição, os recordes mundiais e do campeonato nesta prova eram os seguintes:
|     | Nome                | Nacionalidade | Tempo   | Local      | Data                 |
| --- | ------------------- | ------------- | ------- | ---------- | -------------------- |
| WJR | Pamela Jelimo       | Quênia        | 1:54.01 | Zurique    | 29 de agosto de 2008 |
| CR  | Elena Mirela Lavric | Roménia       | 2:00.06 | Bydgoszcz  | 11 de julho de 2008  |
| WJL | Keely Small         | Austrália     | 2:00.81 | Gold Coast | 12 de abril de 2018  |

Os seguintes recordes mundiais ou do campeonato foram estabelecidos durante esta competição:
| Data        | Evento | Nome           | Nacionalidade | Tempo   | Notas                 |
| ----------- | ------ | -------------- | ------------- | ------- | --------------------- |
| 12 de julho | Final  | Diribe Welteji | Etiópia       | 1:59.74 | Recorde do campeonato |

## Medalhistas
| Ouro                 | Prata               | Bronze              |
| Diribe Welteji (ETH) | Carley Thomas (AUS) | Delia Sclabas (CHE) |

## Cronograma
Todos os horários são locais (UTC+2).
| Data        | Hora  | Evento    |
| ----------- | ----- | --------- |
| 10 de julho | 11:00 | Bateria   |
| 11 de julho | 17:10 | Semifinal |
| 12 de julho | 20:48 | Final     |

## Resultados

### Bateria
Qualificação: Os 4 primeiros de cada bateria (Q) e os 4 tempos mais rápidos (q).
| Posição | Bateria | Atleta                  | Nacionalidade              | Tempo   | Notas |
| ------- | ------- | ----------------------- | -------------------------- | ------- | ----- |
| 1       | 3       | Ayaka Kawata            | Japão                      | 2:05.08 | Q     |
| 2       | 1       | Ayano Shiomi            | Japão                      | 2:05.13 | Q     |
| 3       | 5       | Diribe Welteji          | Etiópia                    | 2:05.18 | Q     |
| 4       | 1       | Jackline Wambui         | Quénia                     | 2:05.27 | Q     |
| 5       | 3       | Lydia Jeruto Lagat      | Quénia                     | 2:05.63 | Q     |
| 6       | 3       | Maeliss Trapeau         | França                     | 2:05.72 | Q     |
| 7       | 1       | Samantha Watson         | Estados Unidos             | 2:06.34 | Q     |
| 8       | 3       | Camille Muls            | Bélgica                    | 2:06.41 | Q     |
| 9       | 1       | Jemima Russell          | Austrália                  | 2:06.84 | Q     |
| 10      | 5       | Katy-Ann McDonald       | Grã-Bretanha               | 2:07.24 | Q     |
| 11      | 5       | Eloisa Coiro            | Itália                     | 2:07.31 | Q     |
| 12      | 5       | Delia Sclabas           | Suíça                      | 2:07.43 | Q     |
| 13      | 5       | Shaquena Foote          | Jamaica                    | 2:07.75 | q     |
| 14      | 5       | Marharyta Kachanava     | Bielorrússia               | 2:07.87 | q     |
| 15      | 2       | Freweyni Hailu          | Etiópia                    | 2:08.26 | Q     |
| 16      | 2       | Carley Thomas           | Austrália                  | 2:08.57 | Q     |
| 17      | 2       | Gabriela Gajanová       | Eslováquia                 | 2:08.89 | Q     |
| 18      | 3       | Federica Cortesi        | Itália                     | 2:09.27 | q     |
| 19      | 5       | Jo Keane                | Irlanda                    | 2:09.59 | q     |
| 20      | 1       | Jinlian Tan             | China                      | 2:09.81 |       |
| 21      | 1       | Mia Helene Mørck        | Dinamarca                  | 2:09.82 |       |
| 22      | 2       | Chrissani May           | Jamaica                    | 2:09.88 | Q     |
| 23      | 3       | Liza Kellerman          | África do Sul              | 2:10.05 |       |
| 24      | 1       | Klara Lukan             | Eslovénia                  | 2:10.08 |       |
| 25      | 2       | Raquel Meaños           | Espanha                    | 2:10.13 |       |
| 26      | 2       | Freja Wærness           | Dinamarca                  | 2:10.50 |       |
| 27      | 4       | Caitlyn Collier         | Estados Unidos             | 2:11.30 | Q     |
| 28      | 4       | Isabelle Boffey         | Grã-Bretanha               | 2:11.43 | Q     |
| 29      | 4       | Milena Korbut           | Polónia                    | 2:11.52 | Q     |
| 30      | 3       | Carolina Hernandez-Pita | Suíça                      | 2:11.52 |       |
| 31      | 4       | Majtie Kolberg          | Alemanha                   | 2:11.61 | Q     |
| 32      | 4       | Sanne Njaastad          | Noruega                    | 2:11.82 |       |
| 33      | 4       | María Lasa              | Espanha                    | 2:12.04 |       |
| 34      | 2       | Aurora Rynda            | Canadá                     | 2:12.31 |       |
| 35      | 1       | Veera Perälä            | Finlândia                  | 2:12.38 |       |
| 36      | 3       | Haley Walker            | Canadá                     | 2:12.76 |       |
| 37      | 4       | Shyamali Kumarasingha   | Sri Lanka                  | 2:12.91 |       |
| 38      | 2       | Albina Deliu            | Kosovo                     | 2:19.84 |       |
|         | 5       | Linda Philip Mamun      | Time de Atletas Refugiados | DSQ     |       |

### Semifinal
Qualificação: Os 2 primeiros de cada bateria (Q) e os 2 tempos mais rápidos (q).
| Posição | Bateria | Atleta              | Nacionalidade  | Tempo   | Notas                |
| ------- | ------- | ------------------- | -------------- | ------- | -------------------- |
| 1       | 2       | Diribe Welteji      | Etiópia        | 2:01.89 | Q                    |
| 2       | 1       | Freweyni Hailu      | Etiópia        | 2:01.96 | Q                    |
| 3       | 1       | Delia Sclabas       | Suíça          | 2:02.12 | Q, NJR               |
| 4       | 3       | Carley Thomas       | Austrália      | 2:03.19 | Q,                   |
| 5       | 2       | Katy-Ann McDonald   | Grã-Bretanha   | 2:03.20 | Q,                   |
| 6       | 3       | Gabriela Gajanová   | Eslováquia     | 2:03.36 | Q,                   |
| 7       | 3       | Ayaka Kawata        | Japão          | 2:03.37 | q                    |
| 8       | 1       | Jackline Wambui     | Quénia         | 2:03.44 | q,                   |
| 9       | 2       | Ayano Shiomi        | Japão          | 2:03.72 |                      |
| 10      | 3       | Caitlyn Collier     | Estados Unidos | 2:03.95 |                      |
| 11      | 1       | Samantha Watson     | Estados Unidos | 2:03.95 |                      |
| 12      | 2       | Lydia Jeruto Lagat  | Quénia         | 2:04.59 |                      |
| 13      | 2       | Jemima Russell      | Austrália      | 2:04.81 | Recorde pessoal      |
| 14      | 3       | Maeliss Trapeau     | França         | 2:05.35 |                      |
| 15      | 3       | Marharyta Kachanava | Bielorrússia   | 2:06.53 |                      |
| 16      | 3       | Milena Korbut       | Polónia        | 2:06.60 |                      |
| 17      | 2       | Eloisa Coiro        | Itália         | 2:06.85 | Recorde da temporada |
| 18      | 1       | Jo Keane            | Irlanda        | 2:06.91 | Recorde pessoal      |
| 19      | 1       | Shaquena Foote      | Jamaica        | 2:08.02 |                      |
| 20      | 2       | Camille Muls        | Bélgica        | 2:08.16 |                      |
| 21      | 1       | Federica Cortesi    | Itália         | 2:09.85 |                      |
| 22      | 2       | Majtie Kolberg      | Alemanha       | 2:10.66 |                      |
| 23      | 3       | Chrissani May       | Jamaica        | 2:10.70 |                      |
| 24      | 1       | Isabelle Boffey     | Grã-Bretanha   | 2:11.49 |                      |

### Final
A prova final foi realizada no dia 12 de julho às 20:48.
| Posição           | Raia | Atleta            | Nacionalidade | Tempo   | Notas                 |
| ----------------- | ---- | ----------------- | ------------- | ------- | --------------------- |
| Medalha de ouro   | 3    | Diribe Welteji    | Etiópia       | 1:59.74 | Recorde do campeonato |
| Medalha de prata  | 8    | Carley Thomas     | Austrália     | 2:01.13 | Recorde pessoal       |
| Medalha de bronze | 6    | Delia Sclabas     | Suíça         | 2:01.29 | NJR                   |
| 4                 | 1    | Gabriela Gajanová | Eslováquia    | 2:01.90 | Recorde pessoal       |
| 5                 | 4    | Freweyni Hailu    | Etiópia       | 2:02.80 |                       |
| 6                 | 5    | Ayaka Kawata      | Japão         | 2:03.57 |                       |
| 7                 | 7    | Katy-Ann McDonald | Grã-Bretanha  | 2:04.08 |                       |
| 8                 | 2    | Jackline Wambui   | Quénia        | 2:04.61 |                       |

Legenda
| Recorde mundial       | Recorde mundial (World record)               |                       | Recorde africano                      | Recorde africano (African) |                                           | Q | Classificado por posição (Qualified) |
| Recorde do campeonato | Recorde do campeonato (Championship record)  | Recorde da América    | Recorde da América (Americas)         | q                          | Classificado por melhor tempo (Qualified) |   |                                      |
| Melhor marca do ano   | Melhor marca do ano (World leading)          | Recorde asiático      | Recorde asiático (Asian)              | DNS                        | Não largou (Did not start)                |   |                                      |
| Recorde nacional      | Recorde nacional (National record)           | Recorde europeu       | Recorde europeu (European)            | DNF                        | Não terminou (Did not finish)             |   |                                      |
| Recorde pessoal       | Recorde pessoal do atleta (Personal best)    | Recorde da Oceania    | Recorde da Oceania (Oceania)          | DSQ / DQ                   | Desclassificado (Disqualified)            |   |                                      |
| Recorde da temporada  | Recorde da temporada do atleta (Season best) | Recorde sul-americano | Recorde sul-americano (South America) | NM                         | Sem marca (No mark)                       |   |                                      |